# Inégalité de Steffensen
En mathématiques, et plus précisément en analyse réelle, l'inégalité de Steffensen est une inégalité énoncée et démontrée en 1918 par le mathématicien danois Johan Frederik Steffensen. 
L'inégalité intégrale est la suivante : 
si {\displaystyle f:[a,b]\longrightarrow \mathbb {R} } est une fonction intégrable positive, décroissante
et {\displaystyle g:[a,b]\longrightarrow [0,1]}est une autre fonction intégrable, alors
{\displaystyle \int _{b-k}^{b}f(x)\,dx\leqslant \int _{a}^{b}f(x)g(x)\,dx\leqslant \int _{a}^{a+k}f(x)\,dx,}
où
{\displaystyle k=\int _{a}^{b}g(x)\,dx.}